# 奧林匹克大街 (莫斯科)
奧林匹克大街（俄语：Олимпи́йский проспе́кт）是俄羅斯首都莫斯科的一條街道，呈南北走向。全長2.2公里。南連花園環路，北接蘇曉夫斯基瓦爾大街。
1979年為迎接1980年莫斯科奧運會而命名。莫斯科奧林匹克體育館亦位於這條街上。